# استان لیتورال
استان لیتورال (به لاتین: Littoral Department) یک استان در بنین است.

## خصوصیات
استان لیتورال ۷۹ کیلومترمربع مساحت و ۶۷۸٬۸۷۴ نفر جمعیت دارد.